# Cmentarz wojenny nr 116 – Staszkówka-Dawidówka
Cmentarz wojenny nr 116 – Staszkówka-Dawidówka – austriacki cmentarz z I wojny światowej znajdujący się we wsi Staszkówka w województwie małopolskim, w powiecie gorlickim, w gminie Moszczenica. Jest jednym z 400 zachodniogalicyjskich cmentarzy wojennych zbudowanych przez Oddział Grobów Wojennych C. i K. Komendantury Wojskowej w Krakowie. W IV okręgu Łużna cmentarzy tych jest 27.

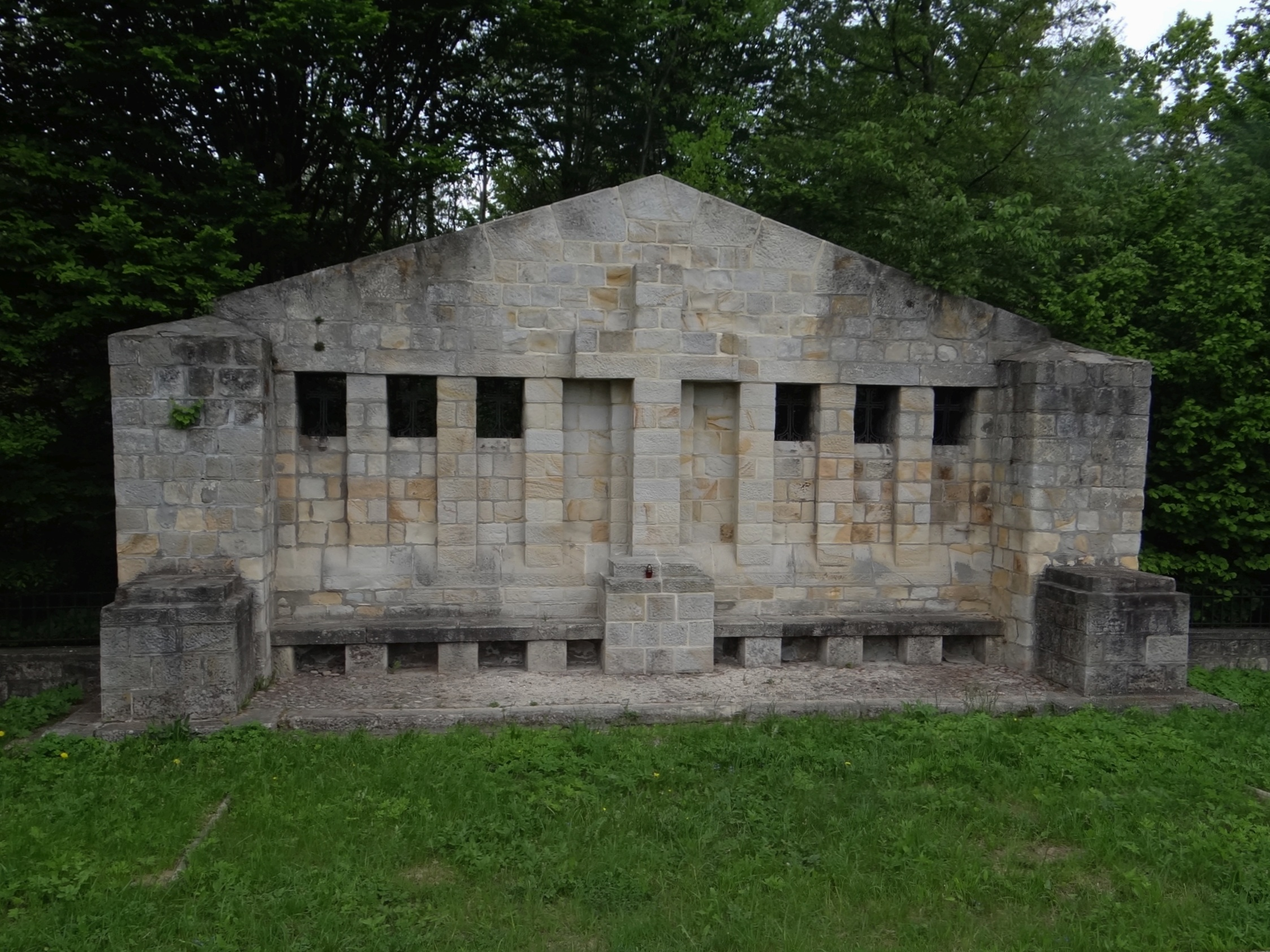
Pomnik centralny

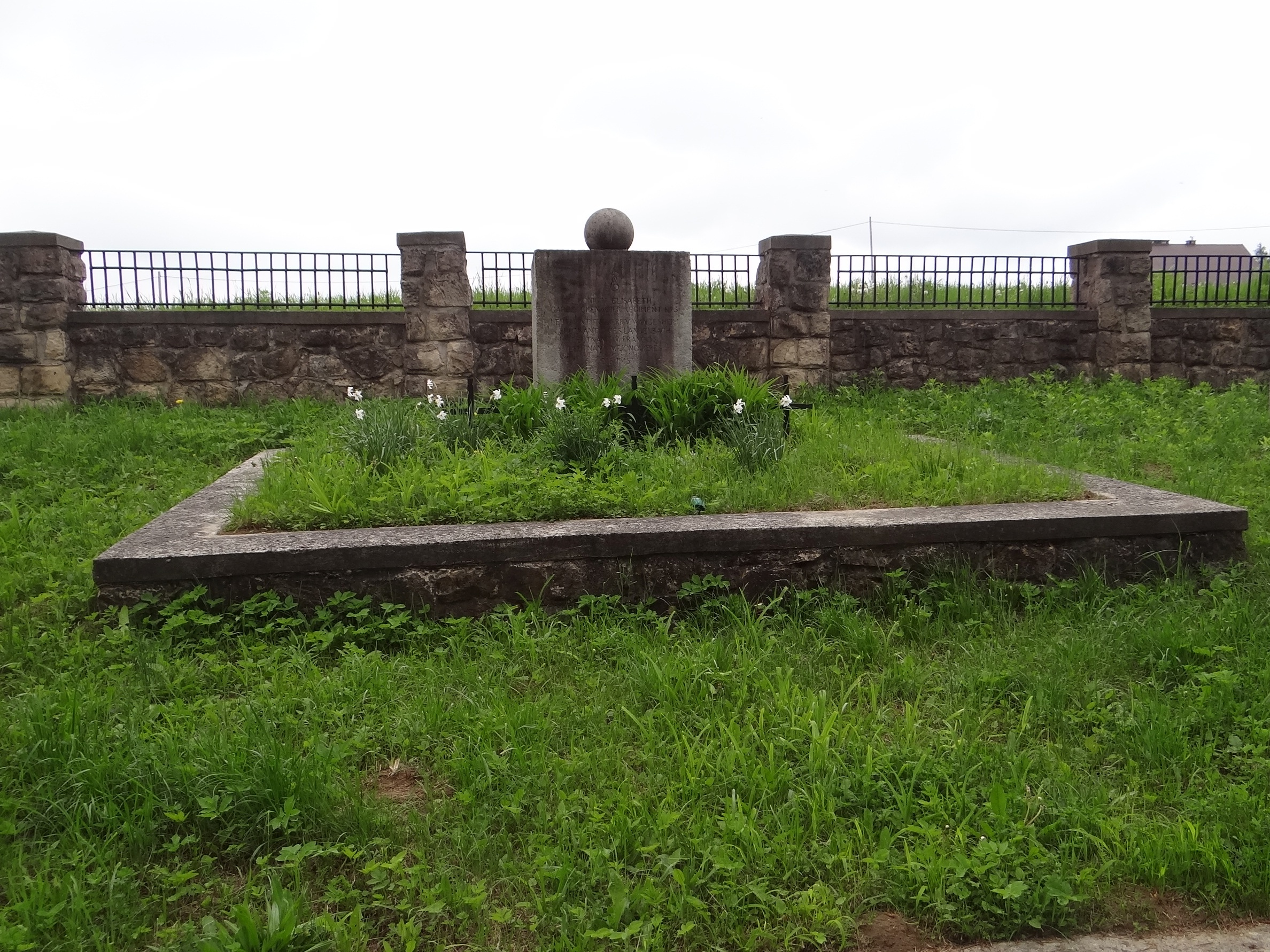
Nagrobki oficerów

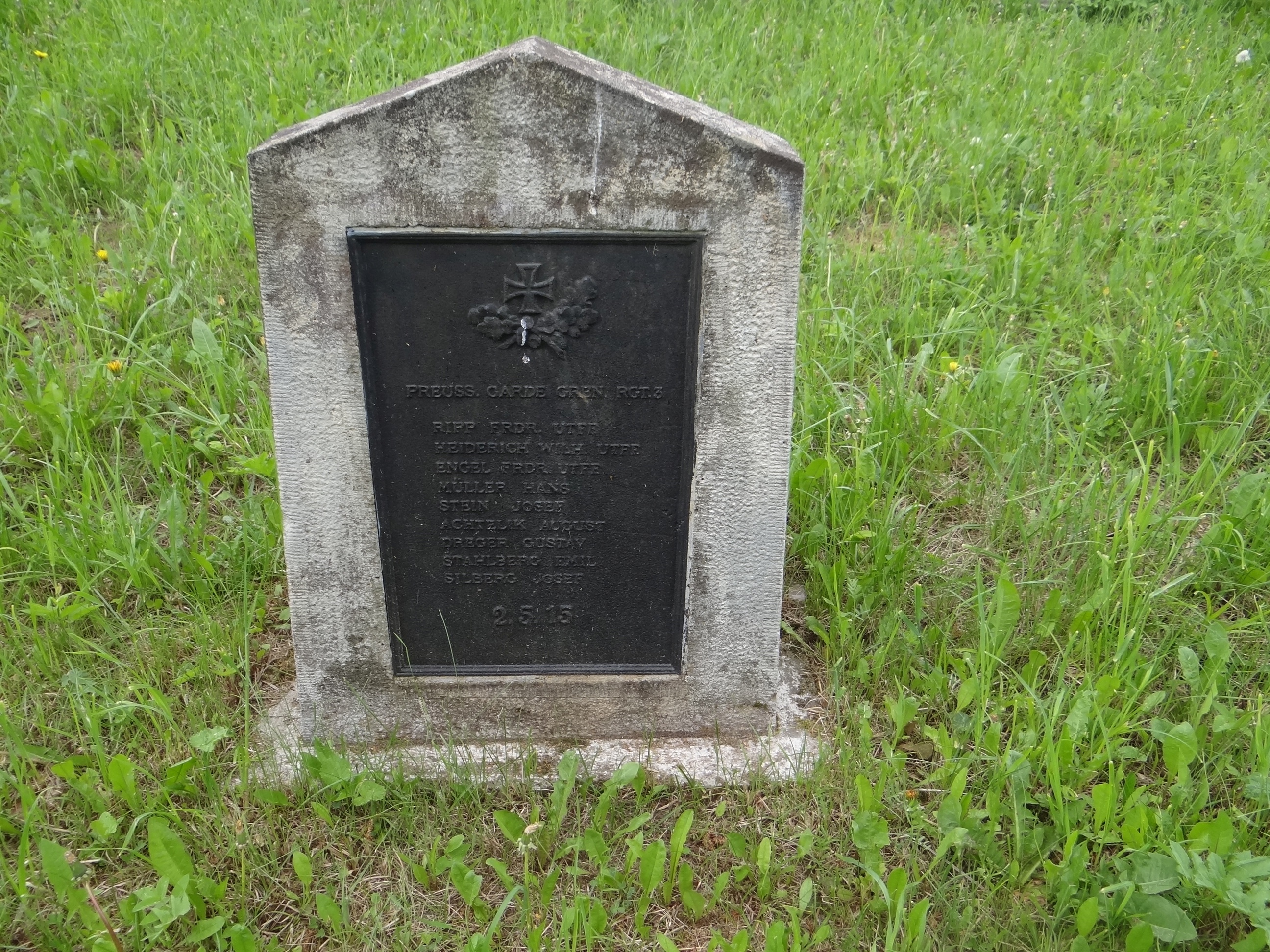
Stela

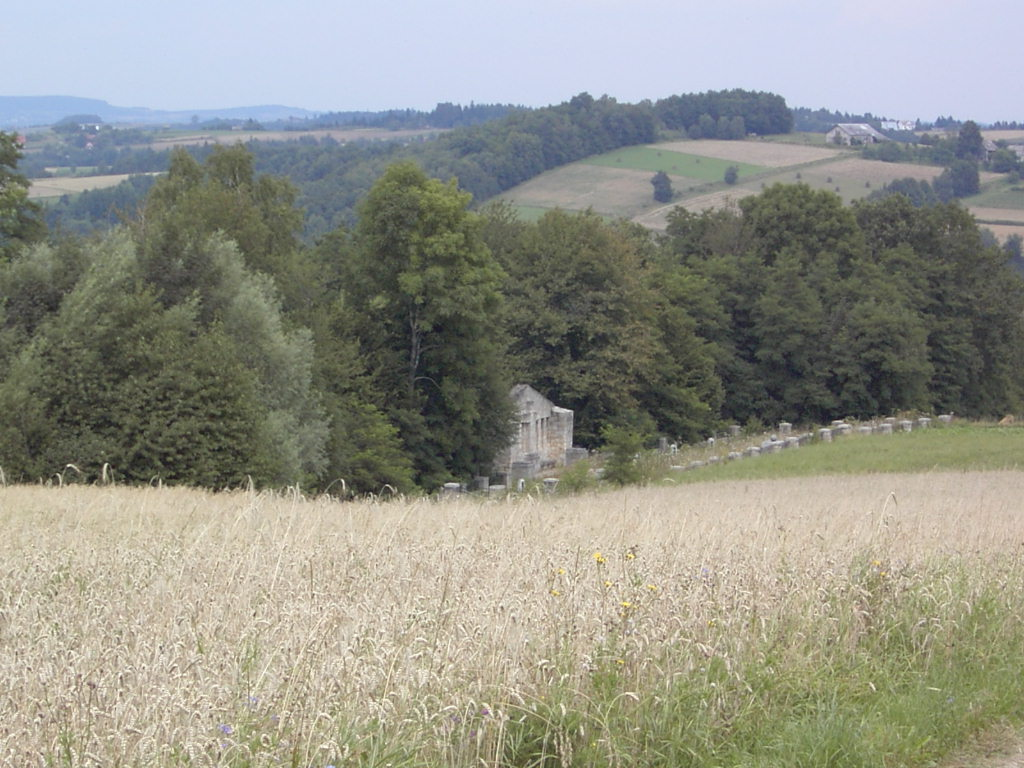
Lokalizacja cmentarza

## Położenie
Cmentarz znajduje się po lewej stronie drogi z Ciężkowic do Staszkówki, w odległości 100 m od niej, na skraju zalesionego jaru potoku. Do cmentarza prowadzi droga szutrowa.

## Opis cmentarza
Projektantem był Anton Müller. Cmentarz wykonano na planie prostokąta na stoku lekko opadającym do jaru. Ogrodzenie cmentarza w postaci murowanych z kamienia słupków i również wykonanej z kamieni podmurówki oraz zawieszonych między słupkami metalowych segmentów w postaci balustradek. Wejście na cmentarz przez metalową, dwuskrzydłową bramkę. Cmentarz posiada centralny pomnik w postaci dużej, murowanej z kamienia tablicy z ławami i bocznymi słupkami. Umieszczona jest w boku cmentarza przylegającym do jaru. Oprócz niej na przeciwległym boku cmentarza jest drugi, mniejszy pomnik w postaci kamiennej kuli osadzonej na prostopadlościennym cokole. Przed kulą znajdują się nagrobki 4 oficerów – wszyscy w randze porucznika. Nagrobki żołnierzy w rzędach. Posiadają betonowe stele z żeliwnymi tablicami imiennymi.

## Polegli
Na cmentarzu w 4 grobach zbiorowych i 88 pojedynczych pochowano 212 żołnierzy armii niemieckiej z pruskiego Regimentu 3 Grenadierów im. Królowej Elżbiety i Pruskiego Batalionu Pionierów Gwardii na Ł61, w tym ostatnim jest wiele polskich nazwisk. Wszyscy polegli 2 maja 1915 r. podczas wielkiej ofensywy sprzymierzonych armii austro-węgierskiej i niemieckiej, zwanej bitwą pod Gorlicami. W czasie tej ofensywy przełamali oni obronę Rosjan i odpędzili ich daleko na wschód.
Wśród pochowanych jest 152 szeregowych żołnierzy, 22 podoficerów i 4 oficerów. Dywizją zdobywającą wzgórza na linii Ciężkowice – Bogoniowice – Rzepiennik Strzyżewski dowodził gen. Karol Fryderyk von Plettenberg. Jednym z 4 oficerów, którzy zginęli i pochowani zostali na tym cmentarzu był 16- letni ochotnik, wnuk jego przyjaciela – generała Hermana von Francois. Opiekuńcze skrzydła generała nie pomogły.

## Losy cmentarza
Cmentarz wykonano na miejscu pierwszego pochówku. Nagrobki oficerów ufundowały ich rodziny. W 2015 r. cmentarz jest w bardzo dobrym stanie, gdyż poddany został kapitalnemu remontowi. Przy wejściu na cmentarz ustawiono tablicę informacyjną z napisami w 4 językach; polskim, niemieckim, rosyjskim i angielskim